# Oskar Klekner

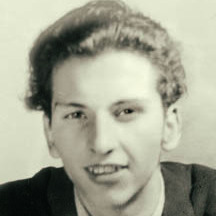
Oskar Klekner (vor 1942)

Oskar Anton Klekner (* 10. Jänner 1923 in Wien; † 2. November 1943 ebenda) war ein österreichischer Kommunist und Widerstandskämpfer gegen den Nationalsozialismus.

## Leben
Mutter: Marie, geborene Drye; Vater: Rudolf Anton Klekner (1887–1944); Bruder: Rudolf Klekner (1912–1943).
Als Kind bei den sozialdemokratischen Kinderfreunden, 1933–1934 im Kommunistischen Jugendverband. Begann nach der Schule eine Optikerlehre, die er im September 1941 abbrach; so wurde er ab Oktober 1941 als Hilfsarbeiter zum Arbeitsdienst dienstverpflichtet. Er war ledig, befreundet mit Edith Gadawits.

## Widerstand
Er war Mitglied der verbotenen Kommunistischen Partei Österreichs, KPÖ, und 1939–1941 aktives Mitglied in der Gruppe Puschmann, organisiert innerhalb der aus dem Kommunistischen Jugendverband hervorgegangenen Widerstandsbewegung Gruppe Soldatenrat.
Er erstellte und verteilte Propagandamaterial; verschickte per Feldpost Briefe an Frontsoldaten mit der Aufforderung, die Waffen niederzulegen und zu desertieren (Hauptanklagepunkt im Prozess); nahm an konspirativen Treffen teil, insbesondere mit seinem Bruder Rudolf, mit Edith Gadawits, Leopoldine Kovarik, Leo Gabler und Elfriede Hartmann.

## Verhaftung und Hinrichtung
Er wurde am 24. Februar 1942 in der Wohnung seiner Eltern, Wien 10., Erlachgasse 124, verhaftet; noch am selben Tag im Hauptquartier der Gestapo am Morzinplatz wegen Zersetzung der Wehrkraft und Verdacht der Betätigung für die KPÖ erkennungsdienstlich behandelt (siehe Weblinks: Dokumente); wurde gefoltert und saß bis zu seinem Tod in Untersuchungshaft.
Am 27. September 1943 verurteilte ihn in Krems, in der Justizanstalt Stein, der Berliner Volksgerichtshof, 5. Senat (Richter Kurt Albrecht), zusammen mit seinem Bruder Rudolf und Leopoldine Kovarek wegen Vorbereitung zum Hochverrat zum Tode. Begründung des Gerichts: Die Angeklagten … haben durch Herstellen und Verbreiten eines Briefes wehrkraftzersetzenden Inhalts an Wehrmachtsangehörige den Hochverrat agitatorisch vorbereitet und dadurch den Feind begünstigt.

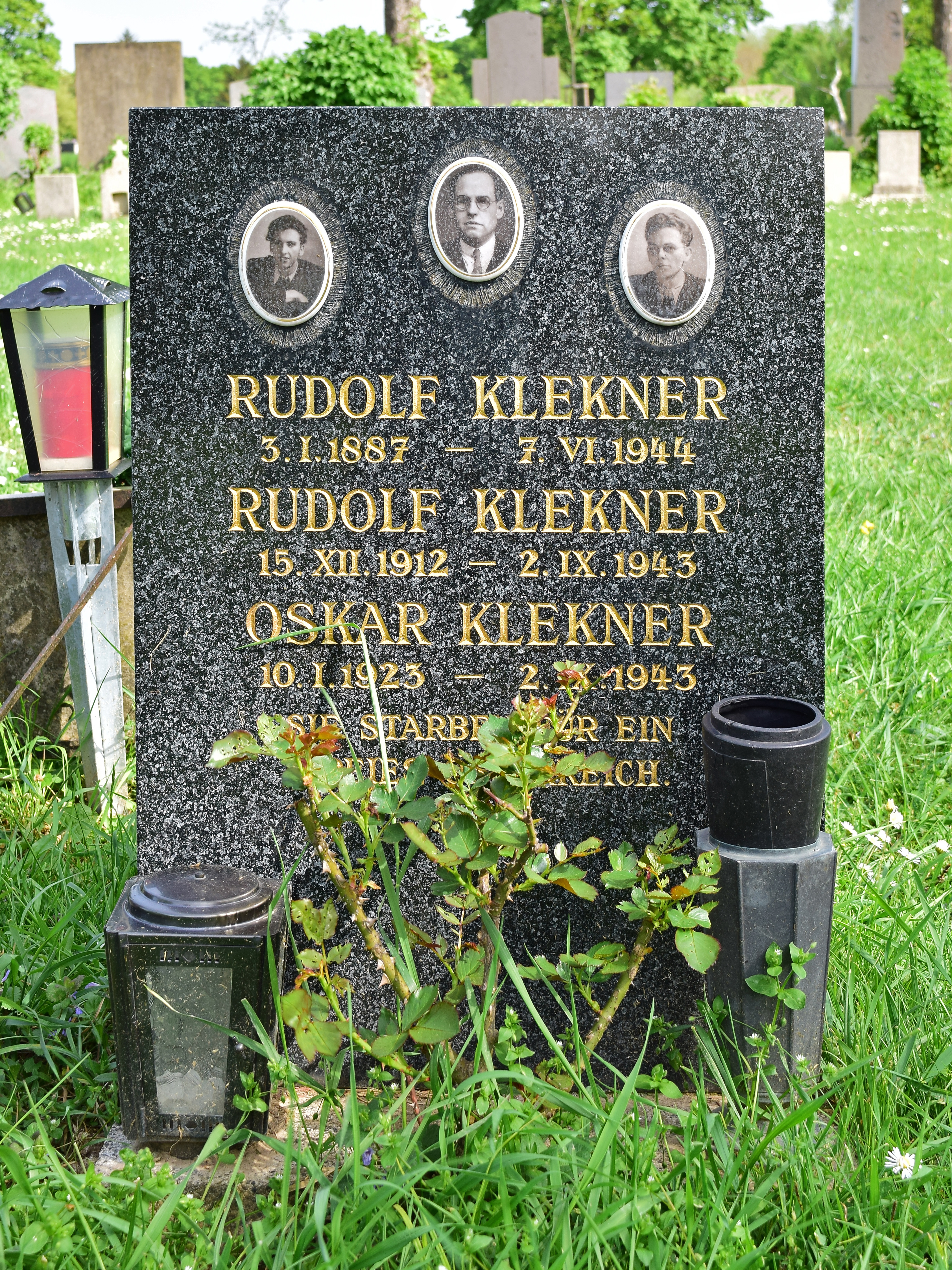
Grab von Oskar Klekner in Gruppe 40 im Wiener Zentralfriedhof

Am 2. November 1943, zwischen 18 und 18.30 Uhr, wurden er und seine Mitangeklagten im Landgericht Wien enthauptet.

## Gedenkorte und Erinnerung
- Gedenktafel für ihn, seinen Bruder und Vater; wurde am 31. Dezember 1949 von der KPÖ enthüllt an der Fassade des Gebäudes in Wien 10., Erlachgasse 124; 1969 entfernt, Text nicht überliefert, ohne Photo, siehe Weblinks.
- Gedenktafel im Landgericht Wien, Hinrichtungsraum (jetzt Weiheraum), fälschlicherweise aufgelistet unter dem Namen Kleckner, siehe Weblinks.
- Grabstein zusammen mit Bruder und Vater auf dem Wiener Zentralfriedhof, Gruppe 40, Reihe 25, Grab 195.